# زينغ شوانغ (فنانة)
ولدت زينغ شوانغ (بالصينية: 郑爽) في عام 1936 في تشانغتشون، جيلين، هي فنانة صينية خشبية مقرها في غوانزو، غوانغدونغ. تخرجت زينغ من الأكاديمية المركزية للفنون الجميلة في بكين في عام 1962، وفي عام 1963 عُيّنت للتدريس في كلية قوانغتشو للفنون. فازت زينغ بميدالية ذهبية في باريس عام 1982.